# Ganda (Angola)
Ganda (fins 1975 Vila Mariano Machado) és un municipi de la província de Benguela. Té una extensió de 4.817 km² i 224.668 habitants segons el cens de 2014. Comprèn les comunes de Ganda, Babaera, Chicuma, Ebanga i Casseque. Limita al nord amb els municipis de Bocoio i Balombo, a l'est amb els municipis de Tchinjenje, Ukuma i Longonjo, al sud amb els municipis de Caconda i Caluquembe i a l'oest amb el municipi de Cubal. Assolí la categoria de municipi el 24 de juny de 1969.